# Sårjåsjávrre
Sårjåsjávrre, enligt tidigare ortografi Sårjåsjaure, är en sjö på gränsen mellan Norge och Sverige som ingår i Luleälvens huvudavrinningsområde. Den västra tredjedelen ligger i Fauske kommun i Nordlands fylke och den östra delen i Jokkmokks kommun i Lappland. I Norge har sjön namnet Vuolep Sårjåsjávrre. Sjön har en area på 7,27 kvadratkilometer och ligger 818,2 meter över havet. Sårjåsjávrre ligger i Padjelanta nationalpark och natura 2000-område.
Vid sjöns östra strand är Sårjåsjaurestugan belägen. Sjöns tillflöden kommer i huvudsak från glaciärer runt bergen Sårjåstjåhkkå och Kokedaltinden i Norge, samt glaciären Ålmåjjiegŋa i Sverige. Utloppet Sårjåsjåhkå förenas med Stáddájåhkå och bildar Stálojåhkå som är Virihávrres största tillflöde.

## Delavrinningsområde
Sårjåsjávrre ingår i det delavrinningsområde (746073-152592) som SMHI kallar för Utloppet av Sårjåsjaure. Medelhöjden är 1 029 meter över havet och ytan är 53,31 kvadratkilometer. Räknas de 5 avrinningsområdena uppströms in blir den ackumulerade arean 114,64 kvadratkilometer. Avrinningsområdets utflöde är Sårjåsjåhkå. Vattnet fortsätter därefter via Stálojåhkå, Vuojatädno och Luleälven innan det mynnar i havet. Avrinningsområdet består mestadels av kalfjäll (68 procent). Avrinningsområdet har 7,03 kvadratkilometer vattenytor vilket ger det en sjöprocent på 13,4 procent. Delavrinningsområdet täcks till 18,32 procent av glaciärer, med en yta av 9,6038 kvadratkilometer.

## Galleri

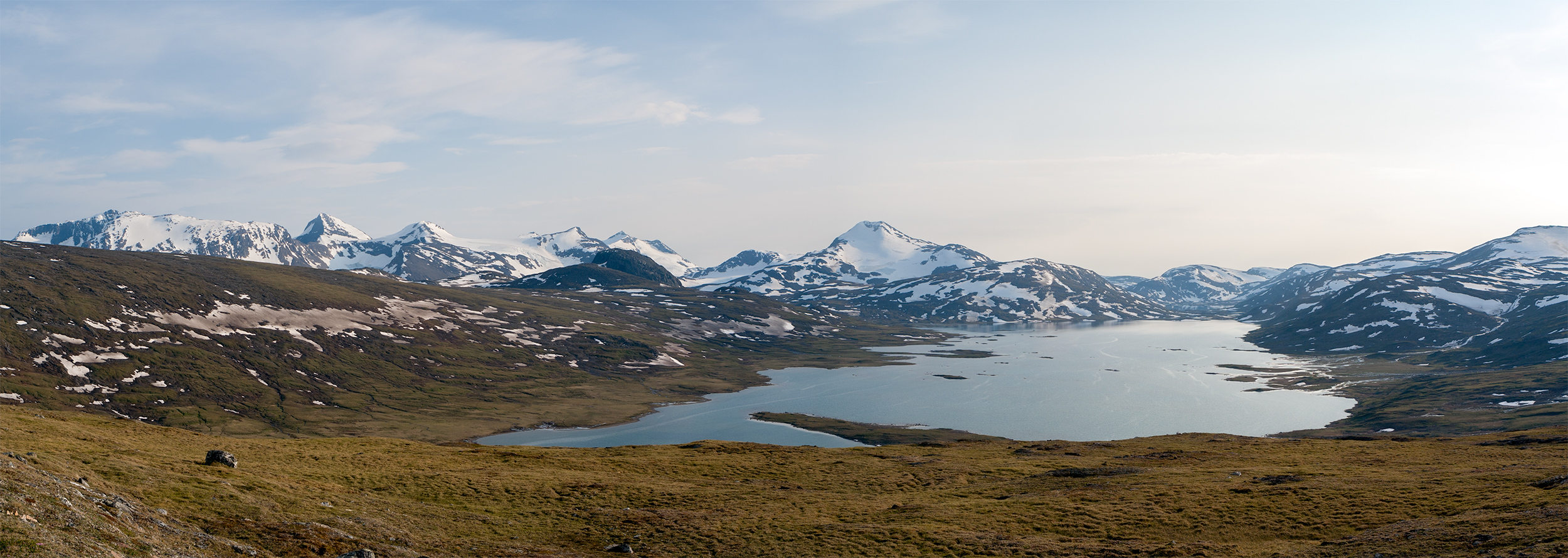
Vy mot Sulitelma och Sårjåsjávrre från toppen av Sårjåstjåhkkå (1069 m ö.h.)
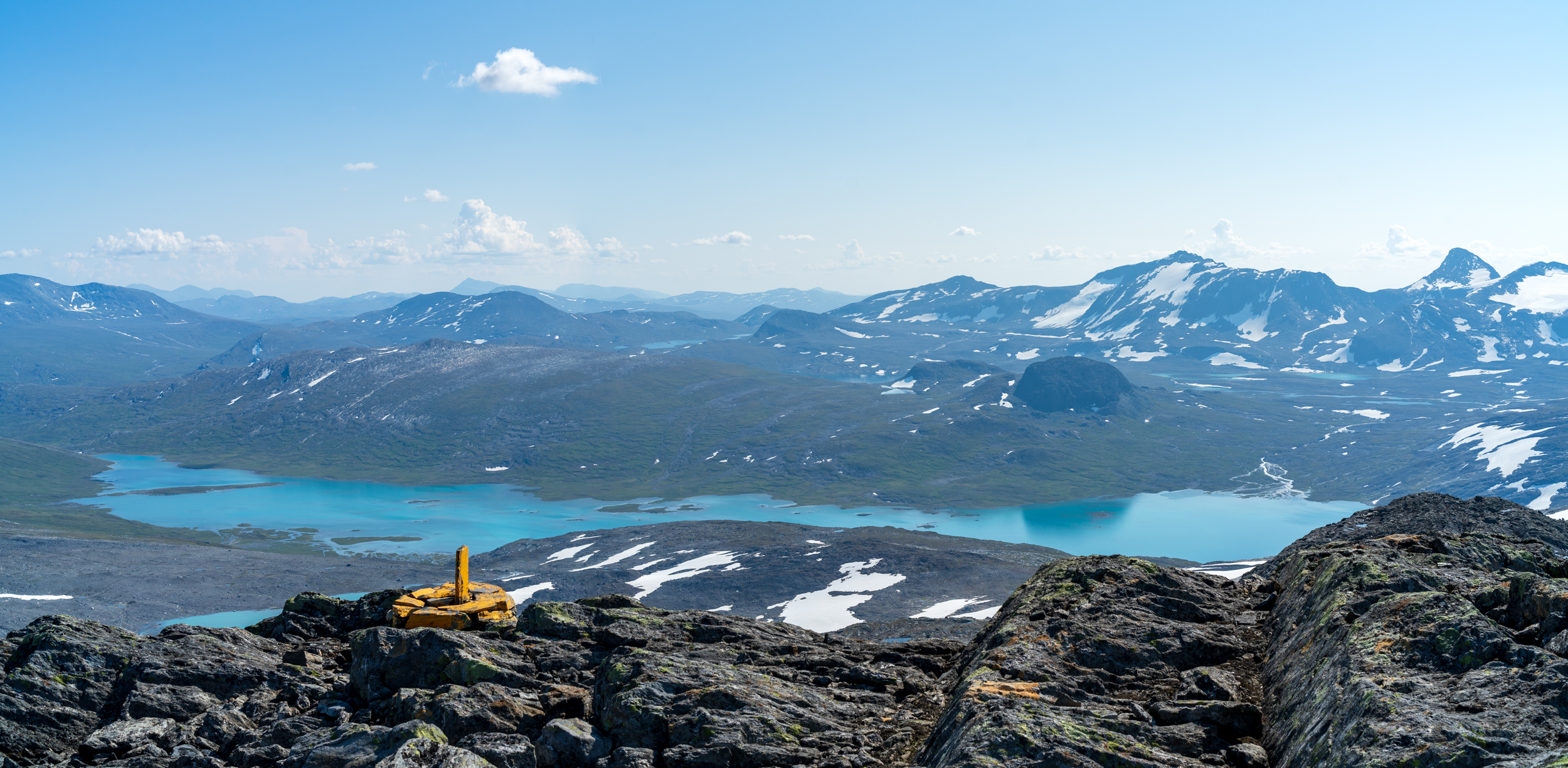
Vy mot Sårjåsjávrre från toppen 1663 där riksröse 240A står.
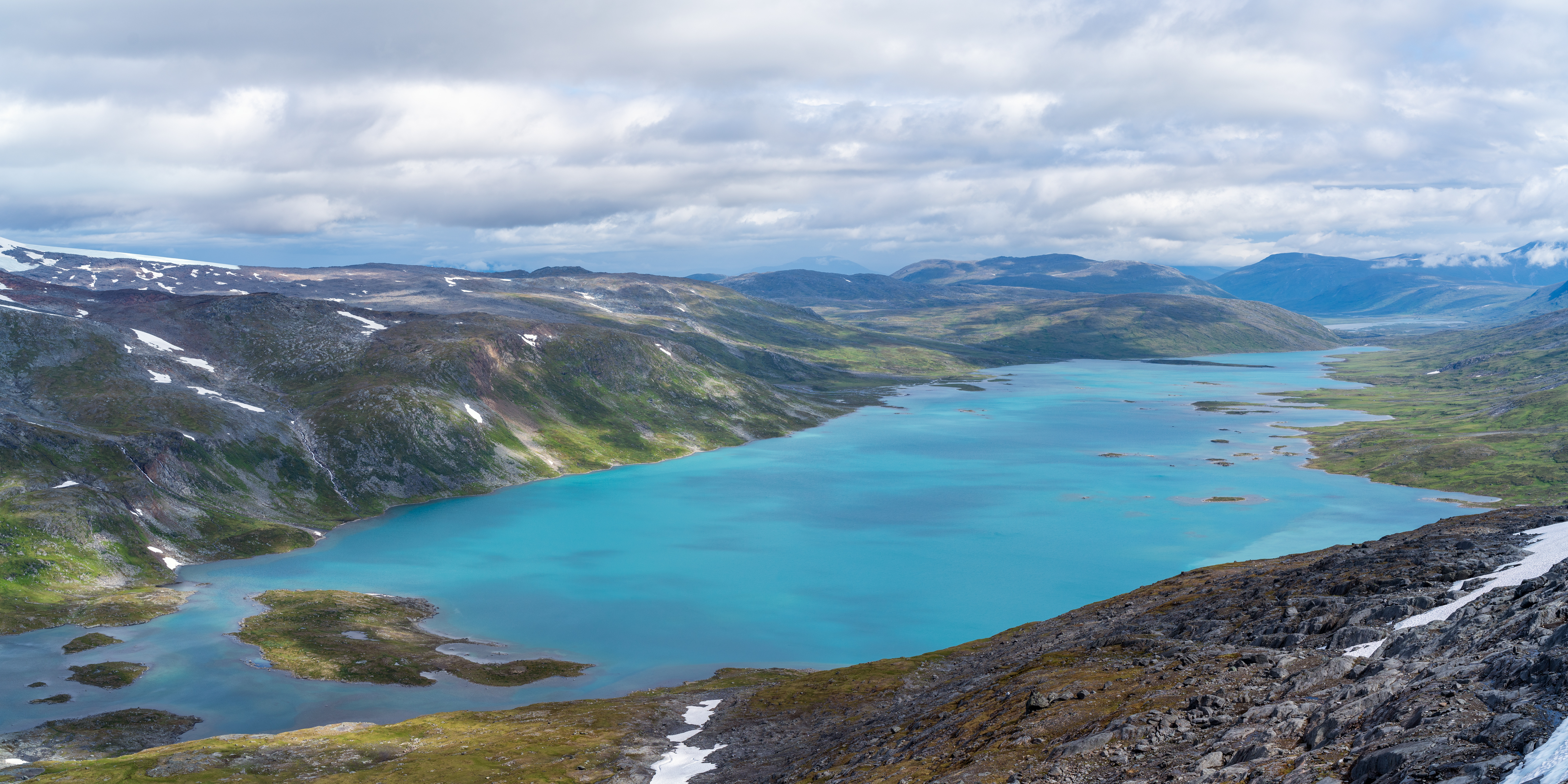
Vy mot Sårjåsjávrre från väster.